# Saint-Laurent (Cher)
Saint-Laurent je francouzská obec v departementu Cher v regionu Centre-Val de Loire. V roce 2010 zde žilo 436 obyvatel.

## Vývoj počtu obyvatel
Počet obyvatel 